# RT-23 몰로데츠
RT-23 몰로데츠는 소련의 열차 이동식 고체연료 3단 대륙간 탄도 미사일이다. NATO 코드명은 SS-24 스캘펠이다.

## 역사
우크라이나 유즈노예 설계국에서 개발해 유즈마쉬 공장에서 생산했다. 1987년부터 2004년까지 실전배치되었다. 550 kt 수소폭탄 10발을 탑재한다.
소련이 멸망하기 직전 92발이 실전배치되었으며, 36발은 지하 사일로형, 56발은 열차 이동식이었다. 우크라이나의 지하 사일로에 배치된 36발은 1996년까지 모두 폐기되었지만, 열차 이동식은 러시아에서 계속 실전배치되어 사용되었다.
1993년 미국과 러시아간에 체결된 스타트 II 조약에서 RT-23을 폐기하기로 하였지만, 비준되지 못했다. 러시아의 사일로형 10발이 2000년에 폐기되었다. 2000년 이후 열차 이동식도 점차적으로 폐기되었으며, 2008년 4월 러시아에 있던 마지막 RT-23이 폐기되었다.

## 피스키퍼
미국의 열차 이동식 피스키퍼에 대응하는 소련의 ICBM이다.
- LGM-118 피스키퍼,  미국, 3단 고체연료, 무게 88톤, 사거리 9700 km, 탄두중량 3,950 kg, 475 kt 핵탄두 10발
- RT-23 몰로데츠,  소련, 3단 고체연료, 무게 104톤, 사거리 11000 km, 탄두중량 4,050 kg, 550 kt 핵탄두 10발

소련은 사일로형 RT-23 36발, 미국은 사일로형 피스키퍼 50발을 실전배치했었다. 2017년 기준으로는 양국 모두 퇴역했다.

## 북한
2017년 8월 14일, 마이클 엘먼 국제전략문제연구소(IISS) 선임연구원은 "그 어떤 국가도 그렇게 짧은 시간에 중거리 미사일 기술에서 ICBM으로 전환한 적이 없다"면서 "북한은 외부로부터 고성능 액체추진 엔진(LPE)을 획득했다. 불법적 방법으로 우크라이나에서 왔을 것으로 보인다"는 보고서를 발표했다. 2015년 파산위기까지 맞은 우크라이나 국영 유즈마쉬가 R-36 ICBM의 RD-250 엔진을 암시장을 통해 북한에 팔았을 가능성이 있다는 것이다. 엘먼 연구원은 유즈마쉬와 연계를 맺고 있는 러시아의 거대 미사일 기업 에네르고마쉬도 역할을 했을 가능성을 배제하지 않고 있다. 그는 상당수의 RD-250 엔진 재고가 러시아에도 있을 것으로 추정했다.
2011년 7월, 벨로루시 주재 북한 무역대표부 직원인 류성철과 이태길이 우크라이나 드니프로에서 유즈노예의 직원을 매수, 기밀로 분류된 유즈노예의 논문들을 차고에서 촬영하다가 우크라이나 경찰에 체포되었다. 이후 우크라이나에서 간첩 혐의로 각각 징역 8년형을 선고받았다. R-36 ICBM의 설계도라고 알려졌다. 당초에는 촬영도중 체포되어 유출되지 않았다고 알려졌지만, 2017년 8월 언론보도로는 당시 설계도들이 북한으로 유출된 것으로 추정되고 있다.
우크라이나 정부와 관련 회사들은 북한에 대한 협력이 없다고 부인하고 있으나, 미국측 분석은 파산위기까지 간 회사들이라 비공식적으로 수출했을 가능성도 있다고 보고 있다. 우크라이나 국영 유즈노예 설계국과 유즈마쉬 공장은 RT-23 고체연료 3단 ICBM도 생산했는데, 고체연료 설계도까지 비공식적으로 팔았다는 보도는 없지만, 파산위기였으면 함께 팔았을 가능성도 배제할 수 없다.
2016년 6월 4일, 북한이 원산에 있는 차량 종합기업소에서 RT-23과 같은 열차 탄도미사일 발사대를 만들고 있다고 미국 자유 아시아 방송이 보도했다. 대북 소식통은 열차 탄도 미사일 개발이 핵 공격 수단을 다양화하라는 김정은 지시에 따른 것이라고 설명했다.

## 같이 보기
- DF-5
- DF-41
- LGM-30 미니트맨
- R-36
- RS-24 야르스
- RS-26 루베즈
- RS-28 사르마트
- RT-2PM 토폴
- RT-2PM2 토폴-M
- UR-100N
- KN-23